# 廉政行動2014
《廉政行動2014》（英語：ICAC Investigators 2014）是香港電視廣播有限公司與香港廉政公署合作攝製的時裝單元劇，全劇共5集，由謝君豪、廖啟智、陳展鵬、鄭丹瑞、黃浩然、關禮傑、王浩信及楊思琦主演。
本劇於2014年4月5日至5月3日逢星期六晚上9時30分於翡翠台、高清翡翠台及myTV播出，及於同日晚上11時30分於tvb.com提供足本重溫。
廉政公署於2013年初展開劇集籌備工作，包括資料搜集及編寫劇本等，在2013年中至2014年2月拍攝。廉署製作今輯劇集和宣傳活動預算約960萬元，在電視及網上觀眾人次達730萬。
此次是廉署劇集首次每集1小時30分。另單元二更起用由陸崑崙（Noel Quinlan）作曲的主題音樂《ICAC》（1978年、1981年及1989年第13集《巴士銀》為原裝版本）並重新編曲作為插曲，而單元五則使用2001年《廉政追擊》及《廉政行動2004》各兩首配樂作為插曲。

## 演員表及單元表

### 廉政公署人員
| 演員                 | 角色       | 關係／暱稱                                                                                               |
| 金興賢               | 郭偉賢     | Byron 廉政公署執行處助理處長（單元二）                                                                   |
| 廖啟智               | 孖 田      | 孖田Sir 廉政公署總調查主任（單元一） 郭小霖之师傅                                                        |
| 張國強               | 李志忠     | 李Sir 廉政公署首席調查主任（單元一、四）                                                                 |
| 魏惠文               | 趙炳文     | 廉政公署首席調查主任（單元二） 卓文之上司                                                                |
| 謝君豪               | 卓 文      | 廉政公署總調查主任［2004年］（單元二） 首席調查主任［2014年］ 麥兆田、周祥波之好友 郭嘉毓之夫 卓志河之父 |
| 黃子雄               | 趙Sir      | 廉政公署首席調查主任（單元三）                                                                           |
| 黃德斌               | 周Sir      | 廉政公署首席調查主任（單元五） 警廉聯絡小組成員 Edmond之上司                                             |
| 關禮傑               | Edmond Lee | 李sir 廉政公署總調查主任（單元五） 警廉聯絡小組成員 Jacky之師傅兼好友 青年由鄭嘉豪飾演                   |
| 滕麗名               | 張文鳳     | 廉政公署總調查主任（單元三）                                                                             |
| 陳展鵬               | 陳國仁     | Kelvin 廉政公署總調查主任（單元四）                                                                      |
| 黃浩然               | 麥兆田     | 阿田 廉政公署高級調查主任（單元二） 卓文、周祥波之好友                                                   |
| 趙永洪               | 周祥波     | 廉政公署高級調查主任（單元二至三） 卓文、麥兆田之好友                                                    |
| 陳智燊               | 王志聰     | Raymond 廉政公署高級調查主任（單元三）                                                                   |
| 梁靖琪               | 陳思敏     | Elaine 廉政公署高級調查主任（單元三）                                                                    |
| 王浩信               | Jacky      | 廉政公署高級調查主任（單元五） Edmond之徒弟兼好友                                                        |
| 張嘉兒               | 劉嘉莉     | 廉政公署調查主任（單元二）                                                                               |
| 梁嘉琪               | 黃雪瑩     | Betty 廉政公署調查主任（單元二）                                                                         |
| 馬 賽                | 羅寶雯     | BoBo 廉政公署調查主任（單元四）                                                                          |
| 王敏奕               | 郭小霖     | 廉政公署調查員（單元一） 鄧志文之女友 孖田之徒弟                                                         |
| 關婉珊               | 葉婉珊     | Ada 廉政公署調查員（單元一至五）                                                                         |
| 劉天龍               | 黃文傑     | John 廉政公署調查員（單元一至四）                                                                        |
| 朱樂洺               |            | 廉政公署調查員（單元一、三、四） 1994年之廉政公署調查員（單元五）                                        |
| 譚永浩               |            | 廉政公署調查員（單元一、三、四） 1994年之廉政公署調查員（單元五）                                        |
| 范仲恒               |            | 廉政公署調查員（單元一、三、四） 火槍隊成員（單元五）                                                    |
| 鍾 麗                | Janice     | 廉政公署調查員（單元一、三、四、五）                                                                     |
| 利穎怡               |            | 廉政公署調查員（單元一、三、四）                                                                         |
| 吳沚默               | Kiki       | 廉政公署調查員（單元一、三、五）                                                                         |
| 王志康               | 阿 良      | 廉政公署調查員（單元一、四） 1994年之廉政公署調查員（單元五）                                            |
| 黃榮燊               |            | 廉政公署調查員（單元一、四） 火槍隊成員（單元五）                                                        |
| 黃耀英               |            | 廉政公署調查員（單元一、四） 火槍隊成員（單元五）                                                        |
| 黃穎君               | Simky      | 廉政公署調查員（單元一、四、五）                                                                         |
| 吳倩彤               |            | 廉政公署調查員（單元三至四） 1994年之廉政公署調查員（單元五）                                            |
| 李嘉晉               | 阿 恆      | 廉政公署調查員（單元三至五）                                                                             |
| 袁鎮業               | 阿 天      | 廉政公署調查員（單元三至五）                                                                             |
| 盧俊龍               | Harry      | 廉政公署調查員（單元三至五）                                                                             |
| 余應彤               |            | 廉政公署調查員（單元一、四）                                                                             |
| 王靖怡               | 阿 怡      | 廉政公署調查員（單元一、五）                                                                             |
| 林芊妤               | 林家敏     | 廉政公署調查員（單元二至三）                                                                             |
| 李泳豪               | 董家俊     | 廉政公署調查員（單元二至三）                                                                             |
| 魏焌皓               | 周耀文     | 廉政公署調查員（單元二至三）                                                                             |
| 葉 暐                | 屈偉和     | 廉政公署調查員（單元二至三）                                                                             |
| 郭田葰               | 楊逸朗     | David 廉政公署調查員（單元二至三）                                                                       |
| 周志康               | 張介源     | 廉政公署調查員（單元三至四）                                                                             |
| 何廣沛               | Alan       | 廉政公署調查員（單元四至五）                                                                             |
| 陳家良               | 信 仔      | 廉政公署調查員（單元四至五）                                                                             |
| 鄭嘉豪               |            | 廉政公署調查員（單元四） 年輕Edmond（單元五）                                                            |
| 羅天池               | 細 鳳      | 廉政公署調查員（單元一）                                                                                 |
| 稅 潔 （配音：許盈） | 阿 Su      | 廉政公署調查員（單元一）                                                                                 |
| 李悅瀚               |            | 廉政公署調查員（單元一）                                                                                 |
| 蝦 頭                | Maggie     | 廉政公署調查員（單元一） 後辭職                                                                          |
| 周志文               | 張曉豪     | 廉政公署調查員（單元二）                                                                                 |
| 柯 嵐                | 柯藤一     | 廉政公署調查員（單元二）                                                                                 |
| 狄易達               | Tim        | 廉政公署調查員（單元三）                                                                                 |
| 梁珈詠               | Wing       | 廉政公署調查員（單元五）                                                                                 |
| 陳榮峻               |            | 廉政專員（單元五）                                                                                       |
| 樂 瞳                | Brenda     | 廉政公署社區關係處組員（單元五）                                                                         |
| 韓毓霞               | Winnie     | 廉政公署社區關係處組員（單元五）                                                                         |

### 單元一：《明日》（奶粉走私收受利益案）
改編自2011年百佳超級市場職員奶粉走私案，行動代號「陽光」。

導演：黃修平

顧問導演：林超賢
| 演員   | 角色   | 關係／暱稱                                                                      |
| 谷祖琳 | 黎潔兒 | Betty Lai 福佳超級市場分店經理 許靜欣之母 把超市奶粉以高價賣給水貨走私集團 被捕 |
| 黃子恆 | 鄧志文 | Patrick 郭小霖之男友                                                            |
| 何俊軒 | 徐善德 | 德哥 福佳超級市場分店職員 黎潔兒之下屬及共犯 被捕                               |
| 廖麗麗 | 萍 姐  | 福佳超級市場分店職員 黎潔兒之下屬                                               |
| 彭懷安 | 水牛哥 | 走私集團主謀 被捕 在逃走過程中誤入工地並失足從樓梯墜落至地面，導致重傷          |
| 裘卓能 | 助手甲 | 走私集團成員 被捕                                                               |
| 李麗麗 |        | 黎潔兒之母                                                                      |
| 樊亦敏 |        | 黎潔兒之表姐 居於何文田山                                                       |
| 羅樂林 | 梁浩天 | 地產商人 涉嫌貪污被廉政公署拘捕                                                 |
| 陳家良 | 信 仔  |                                                                                 |
| 盧俊龍 | Harry  |                                                                                 |
| 李岡龍 | KT     | 鄧志文之上司                                                                    |
| 佘卓穎 | 許靜欣 | 欣欣 黎潔兒之女                                                                 |
| 馬米高 | 唐文俊 | 手機專門店東主 因涉嫌把手機轉售予水貨走私集團而被廉署拘捕                       |
| 陳靖雲 | 黃雅妍 | Suki 廉政公署調查的對象 因涉嫌向小巴司機提供利益而被廉署拘捕                    |
| 何佩珉 |        | 童裝店售貨員                                                                    |
| 葉家泓 |        | 記者                                                                            |
| 吳幸美 |        | 新聞報道員                                                                      |
| 江富強 |        | 黎潔兒所住大廈之看更                                                            |

### 單元二：《蜘蛛》（房屋署高官貪污案）
本單元改編自陳奕迅之父親、前房屋署總屋宇裝備工程師陳裘大貪污案。

導演：唐基明
| 演員   | 角色   | 關係／暱稱 |
| 鄭丹瑞 | 梁德成 | 梁Sir 房屋署總屋宇裝備工程師（於被拘捕後遭到革職），首長級D1官員 浩之岳父 梁蘊賢之父 Jenny之外公 Color之男友 梁德富、梁德貴之兄 影射陳裘大 於單元二被捕，因貪污被判入獄六年 |
|        | 梁德富 | 梁德成之二弟 梁蕴贤之二叔 梁德贵之二哥 已移民美国 |
|        | 梁德贵 | 进出口商人 梁德成，梁德富之弟 梁蕴贤之三叔 |
| 潘芳芳 | 郭嘉毓 | Annie 卓文之妻 卓志河之母 |
| 曾玉娟 | 卓母   | 卓文之母 郭嘉毓之家姑 卓志河之祖母 已去世，仅于卓文回忆中出现 |
| 鍾志光 | 田繼安 | 警司 |
| 姚嘉妮 | 梁蘊賢 | Miss Leung 幼稚園教師 浩之妻 梁德成之女 Jenny之母 影射陳奕迅 |
|        | 浩     | 梁蕴贤之夫 Jenny之父 梁德成之女婿 |
|        | Jenny  | 梁蕴贤之女 梁德成之外孙女 |
| 羅浩楷 | 王 富  | 工程承辦商 梁德成之好友 被捕 |
| 蔣志光 | 何國輝 | 阿何 水泵器材代理商 被捕 |
| 張漢斌 | 李志榮 | 後備供電機供應商 被捕 |
| 陳振業 | 彭 成  | 「宏輝」供應商之經理 被捕 |
| 黃得生 | 卓志河 | Edward 卓文、郭嘉毓之子 |
| 何君誠 | 邵梓弘 | Eric 梁德成之下屬 |
| 李君妍 | 莊雯欣 | Janet 梁德成之秘書 |
| 曾 臻  | Color  | 梁德成之女友 |
| 吳業坤 | 鄺永成 | 何國輝之世姪 |
| 翁子忠 |        | 法官 |
| 布偉傑 | 羅便臣 | Mr. Robinson 房屋署署長 郭伟贤之好友 |

### 單元三：《財迷》（上市公司造市案）
本單元改編自周正毅之妻子、上海地產前總經理毛玉萍造市案。

導演：邱禮濤

旁白：杨思琦、陈智燊
| 演員   | 角色        | 關係／暱称 |
| 楊思琦 | Jo Jo Yeung | 高級記者 主力調查葉美蘭 |
| 陳 煒  | 葉美蘭      | 金永地產總經理 徐兆山之妻（影射毛玉萍） 於企圖潛逃到澳門時於港澳碼頭被捕 因串謀造巿、串謀詐騙、妨礙司法公正共四項罪名成立，於2006年被判囚4年10個月 於2007年7月就刑期上訴至終審法院後被駁回，維持原判 |
| 鄭子誠 | 徐兆山      | 金永地產、千葉集團主席 葉美蘭之夫（影射周正毅） 金永地產股票造市案主謀 在內地被捕 首次出獄後再度被捕，最終判囚16年                                                                                   |
| 邵卓堯 | 葉向前      | 葉美蘭之兄長 在內地被捕 |
|        | 馬天明      | 眾新銀行香港分行總經理 葉美蘭及徐兆山之好友 在內地被捕 |
| 楊秀惠 | 梁丹丹      | 葉美蘭之好友兼助手 於第3集被捕，其後獲擔保外出 |
| 周家蔚 | 蔡綺青      | 金永地產前員工 葉美蘭之前助手 任仲佳之妻 已轉至另一公司任職 |
| 沈卓盈 | 吳少玲      | 金永地產前員工 被捕 |
| 鄧英敏 | 孫樂明      | 资深大律師 葉美蘭聘任之大狀，后反目 |
| 陳嘉嘉 |             | 孫樂明之助手 |
| 陳 琪  | 李偉華      | 蔡綺青聘任之律師 |
| 黃長興 | 任仲佳      | 金永地產前員工 蔡綺青之夫 已轉至另一公司任職 |
| 何啟南 | 陳永誠      | 葉美蘭及徐兆山之私人投資顧問 被捕 |
| 李家聲 | 梁德榮      | 證券經紀（後被證監會吊銷牌照） 被捕 |
| 江榮暉 | 莫志昌      | 證券經紀（後被證監會吊銷牌照） 被捕 |
|        | 張大海      | 宏益集團董事長 與徐兆山合謀詐騙銀行信用狀貸款 |
| 石天欣 | Cat         | 記者 JoJo好友兼搭檔 |
| 范振鋒 | 強 佬       | 記者 JoJo好友兼搭檔 |
| 吳幸美 |             | 女主播 |
| 張韋怡 | Lillian     | 明星 |
|        | Roger       | 葉美蘭酒吧之顧客 |
| 劉 俐  | 思 思       | 明星 徐兆山之情婦（影射楊恭如） |
| 尹詩沛 |             | 思思朋友 |
| 黃梓柔 |             | 思思粉絲 |
| 陳光耀 |             | 記者 |
| 曾海昌 |             | 記者 |

### 單元四：《黑球》（足球界打假波事件）
改編自2011年香港青年足球代表隊成員姚韡企圖行賄隊員打假波案。

導演：泰迪羅賓
| 演員   | 角色       | 關係／暱稱 |
| 羅鈞滿 | 江志華     | 華Dee 香港青年足球代表隊成員 假波案主謀（影射姚韡） 温國興、胡偉成之好友 三年前曾經打假波，最後證據不足 因觸犯《防止賄賂條例》而被判入勞教中心六個月，並被國際足協判罰終身停賽 |
| 楊潮凱 | 温國興     | Chok温 香港青年足球代表隊成員 江志華、胡偉成之好友 被捕 |
| 張振朗 | 胡偉成     | 大食成 香港青年足球代表隊成員，拥有惊人食量 江志華、温國興之好友 被捕 |
| 謝東閔 | 高家明     | 香港青年足球代表隊成員 |
| 陳國峰 | 蘇偉忠     | 香港青年足球代表隊成員 |
| 潘文迪 | 金浩良     | 香港青年足球代表隊教練 |
| 周文亮 |            | 香港足球總會主席 |
| 杜燕歌 | 馬 榮      | 內地人 賭波集團主謀 方芳之舅父 |
| 徐佳琦 | 方 芳      | 內地人 馬榮之外甥女 高家明之女友 |
| 陳婉婷 | 小 丹      | 內地人 温國興之女友 |
| 林秀怡 | 阿 琪      | 內地人 胡偉成之女友 |
| 郭栢榮 | 德拉斯     | 退休外籍球員 獲邀到香港足球總會主講反貪講座 |
| 楊瑞麟 | 楊Sir      | 海關人員兼球員 |
| 趙樂賢 | 大漢甲     | |
| 黃煒溏 | 大漢乙     | |
| 羅浩銘 | 港男挑戰者 | |
| 陳亭嘉 | 夜場客人   | |
| 蘇麗明 |            | 李志忠之妻 |

### 單元五：《戰友》（警務人員集體貪污、包庇黑社會及色情場所案）
改編自2003年東九龍總區高級警務人員集體貪污案（行動代號「樂昌」）及2004年之警務人員包庇黑社會及色情場所案（行動代號「雷鳴」）。故事以1994年至1995年的集體貪污案作藍本（參見廉政行動1998#單元一《再見大龍鳳》及香港警察與三合會關係）

導演：章國明
| 演員   | 角色            | 關係／暱稱                                                                                 |
| 梁 琤  | 王小玲          | Elaine 東九龍總區掃黃組督察 於庭上作證後向分區指揮官提出辭職                               |
| 韋家雄 | 趙富順          | 趙Sir 東九龍總區掃黃組督察 因包庇黑社會及色情場所而被廉署拘捕，最後被法庭判處監禁三年      |
| 鄭世豪 | 方強            | 阿方 東九龍總區掃黃組警長 患有末期舌癌，且身體器官功能衰竭，於1997年6月30日因病情惡化去世  |
| 林 偉  | 張志衡 SGT66519 | 阿鬼 西九龍總區警察電台警長 因貪污及串謀販運危險藥物被廉署拘捕                             |
| 顧冠忠 | 劉Sir           | 警務處高級督察 警廉聯絡小組成員                                                            |
| 蘇頌輝 | 吳約翰          | John 東九龍總區特別職務隊總督察 因包庇黑社會及色情場所而被廉署拘捕，最後被法庭判處監禁四年 |
| 纪保罗 | Mr. Lawrence    | 总警司/东九龙总区指挥官 吴约翰、王小玲、赵富顺、方志强之上司                               |
| 呂 珊  | 林燕珊          | Ada 色情場所東主                                                                           |
| 徐忠信 | 大頭榮          | 江湖老大 因向警務人員提供利益被廉署拘捕，最後承認罪名，且被法庭判處監禁兩年三個月          |
| 余子明 | 簡 叔           | 江湖老大 污點證人                                                                          |
| 程可爲 | 簡 妻           |                                                                                            |
| 李興華 |                 | 大頭榮之手下                                                                               |
| 陳勉良 | 楊光成          | 羊咩 西九龍區毒販 被張志衡毒打後到廉署西九龍辦事處舉報                                     |
| 曾 敏  | 妓 女           | 北姑妓女                                                                                   |
| 梁証嘉 |                 | 掃黃隊隊員                                                                                 |
| 陳偉洪 |                 | 掃黃隊隊員                                                                                 |
| 王東泰 |                 | 掃黃隊隊員                                                                                 |
| 陳建文 |                 | 掃黃隊隊員                                                                                 |
| 陳欣淘 |                 | 方強之妻                                                                                   |
| 林子博 | 辯方律師        |                                                                                            |
| 周子揚 | 網球對手        |                                                                                            |
| 霍建邦 | 沙 展           |                                                                                            |

## 收視
以下為本劇於香港無綫電視翡翠台、高清翡翠台之收視紀錄：
| 集數 | 日期          | 平均收視 |
| 1    | 2014年4月5日  | 18點     |
| 2    | 2014年4月12日 | 18點     |
| 3    | 2014年4月19日 | 17點     |
| 4    | 2014年4月26日 | 17點     |
| 5    | 2014年5月3日  | 17點     |
| 全劇 | 全劇          | 17點 [*] |

^  全劇平均收視為17.4點。

## 記事
- 2014年4月3日：此劇於15:00在葵芳新都會廣場舉行「為明日而戰」宣傳活動。

## 外部連結
- 廉政行動2014 - myTV SUPER[]

## 電視節目的變遷
| 香港無綫電視翡翠台、高清翡翠台 星期六 21:30-23:00 時段                 | 香港無綫電視翡翠台、高清翡翠台 星期六 21:30-23:00 時段     | 香港無綫電視翡翠台、高清翡翠台 星期六 21:30-23:00 時段 |
| ---------------------------------------------------------------------- | ---------------------------------------------------------- | ------------------------------------------------------ |
|                                                                        | 廉政行動2014 (2014.04.05 - 2014.05.03)                     |                                                        |
| 廉政行動2014製作特輯(21:30-22:00) 戒煙大贏家(22:00-23:00) (2014.03.29) | 高清好戲派：龍咁威2之皇母娘娘呢?(21:30-23:45) (2014.05.10) |                                                        |

| 香港無綫電視翡翠台 午夜劇集時段 逢星期一至日23:50-01:25 · 8月22日至8月26日 | 香港無綫電視翡翠台 午夜劇集時段 逢星期一至日23:50-01:25 · 8月22日至8月26日 | 香港無綫電視翡翠台 午夜劇集時段 逢星期一至日23:50-01:25 · 8月22日至8月26日 |
| -------------------------------------------------------------------------- | -------------------------------------------------------------------------- | -------------------------------------------------------------------------- |
|                                                                            | 廉政行動2014 （2016.08.22 - 2016.08.26）                                   |                                                                            |
| 使徒行者 (2016.07.11 - 2016.08.05)                                         | 廉政行動2016 （2016.08.27 - 2016.08.31）                                   |                                                                            |